# پلی‌هگزانید
پلی‌هگزانید (انگلیسی: Polyhexanide) پلیمری است که به عنوان ضدعفونی کننده و ضد عفونی کننده استفاده می‌شود و در برابر پسودوموناس آئروژینوزا، استافیلوکوکوس اورئوس، اشریشیا کلی، کاندیدا آلبیکنس، آسپرژیلوس برازیلینسیس، انتروکوک و کلبسیلا پنومونیه کارآمد است.